# Калга (титул)
Калга (калга-султан) (крим. qalğa, قالغا‎; qalğay, قالغاى‎) — перша посадова особа після хана в ієрархії Кримського ханства.
Титул калги було введено Менґлі І Ґераєм для свого сина Мехмеда Ґерая — з метою встановлення твердого порядку наслідування престолу. До того в Золотій Орді влада успадковувалася старшим представником ханського роду, що спричиняло безкінечні міжусобиці.
Калгою призначався наступник кримського хана або довірена особа з ханського роду. У випадку смерті хана калга керував країною до призначення на престол нового монарха. Він був також головнокомандувачем армією — якщо хан особисто не вирушав на війну. Калга мав резиденцію в Акмєсджиті у місцевості Султанн-Базар, і керував містом Карасубазар та його околицею.
Свій калга був у бейських родах Ширін і Мангит (Мансур).